# سرزنده
سرزنده (انگلیسی: Full of Life) فیلمی به کارگردانی ریچارد کواین است که در سال ۱۹۵۷ منتشر شد. از بازیگران آن می‌توان به جودی هالیدی و ریچارد کونته اشاره کرد.